# Zdeněk Geist
Zdeněk Geist (* 4. srpna 1971 Jihlava) je český podnikatel a publicista.

## Život
Vystudoval filozofickou fakultu Masarykovy univerzity. Živí se jako podnikatel v oblasti nemovitostí i reklamy a publicista. Část jeho rodiny byla za socialismu perzekvována, napsal o tom knihu s názvem Nezlomený vězeň totalit. Kromě této knihy je rovněž autorem uměnovědných publikací Hoffmann, Mahler, Rosé, Rakušan z Jihlavy, Bez kresby v malbě nepokročíte, Život za První republiky a monodramatu o houslistce Almě Rosé Piš mi. Tvoje Alma.
V roce 2019 byl oceněn Cenou Rady města Jihlava za autorský přínos k dějinám a popularizaci Jihlavy. 
Zdeněk Geist je ženatý, má tři syny. Žije v Jihlavě.

## Politické působení
V 90. letech 20. století byl členem ODS, ze strany však vystoupil po tzv. sarajevském atentátu. Stal se členem Unie svobody, byl i jejím krajským předsedou a poradcem tehdejšího ministra Ivana Pilipa. V letech 1998–2003 působil jako zahraniční tajemník Unie Svobody. Za Unii svobody kandidoval symbolicky ze zadních pozic v komunálních volbách v roce 1998 do Zastupitelstva města Jihlavy i volbách do Poslanecké sněmovny PČR v roce 1998 v tehdejším v Jihomoravském kraji. Do Sněmovny se mu nepodařilo dostat ve volbách v roce 2002 za Koalici KDU-ČSL, US-DEU, kdy byl lidoveckými voliči vykroužkován z druhého místa a do sněmovny se místo něj dostal Jiří Karas.
V letech 2003–2004 byl členem Koordinační rady Česko-německého fondu budoucnosti.
V roce 2011 se do ODS vrátil. Ve straně působil jako člen regionální rady Regionálního sdružení ODS Kraj Vysočina, předseda Oblastního sdružení ODS Jihlava a člen místní rady Místního sdružení ODS Jihlava.
V krajských volbách v roce 2016 byl lídrem kandidátky ODS v Kraji Vysočina, ze strany v roce 2019 vystoupil a stal se zastupitelem.